# Edmund Trinkl
Edmund Trinkl (* 15. Mai 1891 in Offendorf; † 17. August 1976 in Kelheim) war im nationalsozialistischen Deutschen Reich SS-Obersturmbannführer und Oberregierungsrat, Angehöriger der Bayerischen Politischen Polizei, Verwaltungsdirektor des Gestapa, Leiter des Referates I A 6 (Fürsorge und Versorgung) des Reichssicherheitshauptamtes sowie im Fürsorgeamt des Rasse- und Siedlungshauptamtes.

## Leben
Edmund Trinkl wurde in Offendorf bei Riedenburg (Landkreis Kelheim) als Sohn der Lehrer-Eheleute Edmund und Lenta Trinkl geboren. Er besuchte von 1897 bis 1903 die Volksschule in Offendorf und anschließend bis 1907 das humanistische Gymnasium.

### Im Ersten Weltkrieg und Freikorps Epp
Nach einem Semester Gartentechnikum in Bad Köstritz 1910/11 trat er am 22. Oktober 1912 seinen Militärdienst an. Er wurde am 1. Oktober 1913 zum Unteroffizier befördert und zog am 2. August 1914 in den Ersten Weltkrieg. Mit der Zulassung zur gehobenen militärischen Verwaltungsbeamtenlaufbahn am 1. Dezember 1915 absolvierte Trinkl seine Ausbildung zum Zahlmeister und wurde ab dem 3. Februar 1917 bei der Feldadjudantur der 5. Bayerischen Infanteriedivision Nürnberg eingesetzt. Im April 1919 trat er als Intendant des Nachschubstabes in Ulm beim Freikorps Epp ein und nahm an der Niederschlagung der Münchner Räterepublik sowie des Ruhraufstands 1920 teil.
Am 16. September 1920 trat Trinkl als Wachtmeister in den Verwaltungsdienst der Bayerischen Landespolizei München ein. Aus der Reichswehr wurde er am 30. November 1920 als Oberleutnant entlassen.
Bereits 1923 trat Trinkl der „Reichskriegsflagge“ bei und nahm am Hitlerputsch am 8./9. November in München teil.
1924 heiratete er Wanda von Kruska und baute sich in Waldtrudering bei München ein Haus.

### Bei der Bayerischen Politischen Polizei
Im Januar 1933 trat er der SA bei und wurde kurz darauf Mitglied der NSDAP (Mitgliedsnummer 3.202.025) und der SS (Mitgliedsnummer 107.233). Am 1. Oktober 1933 ging er als Verwaltungsfachmann zur Bayerischen Politischen Polizei, war aber bis 31. März 1934 formell noch als Oberzahlmeister in der Verwaltung der Bayerischen Landespolizei. Es folgten am 18. April 1934 seine Beförderungen zum Polizeiinspektor, am 20. April 1934 zum SS-Untersturmführer und am 1. Juli 1934 zum Polizeirat.

### Im Gestapa
Zusammen mit dem Leiter der Bayerischen Politischen Polizei Reinhard Heydrich und anderen Angehörigen (wie z. B. dem späteren Gestapochef Heinrich Müller) wurde er am 18. Oktober 1934 von Heinrich Himmler zum Preußischen Geheimen Staatspolizeiamt (Gestapa) nach Berlin kommandiert und rückwirkend als SS-Untersturmführer in den Sicherheitsdienst der SS (SD) übernommen. Hier leitete Trinkl das Referat I 2 A Verwaltungsangelegenheiten (Haus, Geräte, Materialien, Gefängnisverwaltung). Mit der Umorganisation des Gestapa durch Geschäftsverteilungsplan vom 1. Oktober 1935 avancierte er zum Verwaltungsdirektor und Leiter des Dezernats I A (Organisation und Geschäftsbetrieb der Zentralbehörde, Personalangelegenheiten der mittleren und unteren Beamten, Angestellten und Lohnempfänger der Zentralbehörde). Zum gleichen Zeitpunkt wurde Trinkl zum SS-Obersturmführer befördert und am 20. April 1936 zum SS-Hauptsturmführer. Die Beförderung zum SS-Sturmbannführer erfolgte am 30. Januar 1937 und die Beförderung zum Regierungsrat im Mai 1937 wurde rückwirkend zum 1. April 1937 ausgesprochen.
Aus der Kirche trat Trinkl mit Erklärung vom 24. Januar 1938 aus.

### Im Reichssicherheitshauptamt
Der Geschäftsverteilungsplan vom 1. Februar 1940 des im September 1939 neu durch Zusammenlegung des SS-Hauptamtes Sicherheitspolizei (Gestapo und Kriminalpolizei) mit dem SD gebildeten Reichssicherheitshauptamt (RSHA) weist Trinkl im Rang eines SS-Sturmbannführers und Regierungsrat als Leiter des Hauptbüros und der Geschäftsstelle im Amt I aus. Mit Wirkung vom 1. April 1940 zum Oberregierungsrat befördert, wurde Trinkl Ende des gleichen Monats Leiter des Referates I A 6 (Fürsorgewesen). Die Übernahme dieses eher unbedeutenden Referates, das schließlich am 19. Juni 1944 aufgelöst wurde, zeigte den schwindenden Einfluss des schon zu den älteren Mitarbeitern des RSHA gehörenden Trinkls.

### Im Rasse- und Siedlungshauptamt
Am 1. Oktober 1940 zum SS-Obersturmbannführer befördert und von März bis Juli 1944 krankheitsbedingt dienstunfähig, suchte man für ihn eine geeignete Verwendung, die schließlich im Fürsorgeamt des Rasse- und Siedlungshauptamtes der SS (RuSHA), Ausweichstelle Prag, gefunden wurde. Seine Besoldung erfolgte jedoch weiterhin durch das RSHA. Im RuSHA übernahm er die Leitung der Sammelstelle Kriegsverluste für SS- und Polizeigefallene.

### Nach dem Krieg
Am 20. April 1945 flüchtete Trinkl mit seiner Frau aus Prag auf die Festung Königstein in der Sächsischen Schweiz. Von hier schlug er sich zu seiner Mutter nach Bayern durch und meldete sich bei der Militärregierung in Riedenburg. Er wurde interniert und lebte anschließend in München. Ein Verfahren der Generalstaatsanwaltschaft Berlin gegen ihn wurde am 6. Dezember 1966 gem. § 170 Abs. 2 Strafgesetzbuch eingestellt, da er „in den angeführten Referaten nicht mit der personellen Ausstattung der Einsatzgruppen und deren Nachfolgedienststellen befaßt war“. Von der Zentralen Stelle der Landesjustizverwaltungen zur Verfolgung Nationalsozialistischer Gewaltverbrechen in Ludwigsburg wurde er am 2. Dezember 1970 als Zeuge für andere Verfahren vernommen.